# Hôtel de la Gravière
L'hôtel de la Gravière est un hôtel particulier situé dans la commune française de Loches, dans le département d'Indre-et-Loire en région Centre-Val de Loire.
Cet hôtel, qui date de la première moitié du XVIIe siècle, voit ses toitures, ses façades et son escalier intérieur inscrits comme monuments historiques en 1962.

## Localisation
L'hôtel de la Gravière est construit au no 33 de la rue Quintefol qui passe en contrebas de la Cité royale de Loches. Il se trouve entre le flanc oriental de cette rue et l'Indre.

## Historique
L'hôtel est construit dans la première moitié du XVIIe siècle mais son histoire est très mal documentée. La famille Guiet (Guyet) de La Gravière est mentionnée au début du XVIIIe siècle, mais sans lien attesté avec ce logis avant l'époque de la Révolution française. À partir de ce moment, l'hôtel de la Gravière passe de main en main, d'abord au sein de la famille de La Gravière jusqu'en 1804, en dehors ensuite, jusqu'au XXe siècle.
Les façades et toitures de l'hôtel, ainsi que son escalier intérieur à balustres sont inscrits au titre des monuments historiques par arrêté du 27 juin 1962.

## Architecture

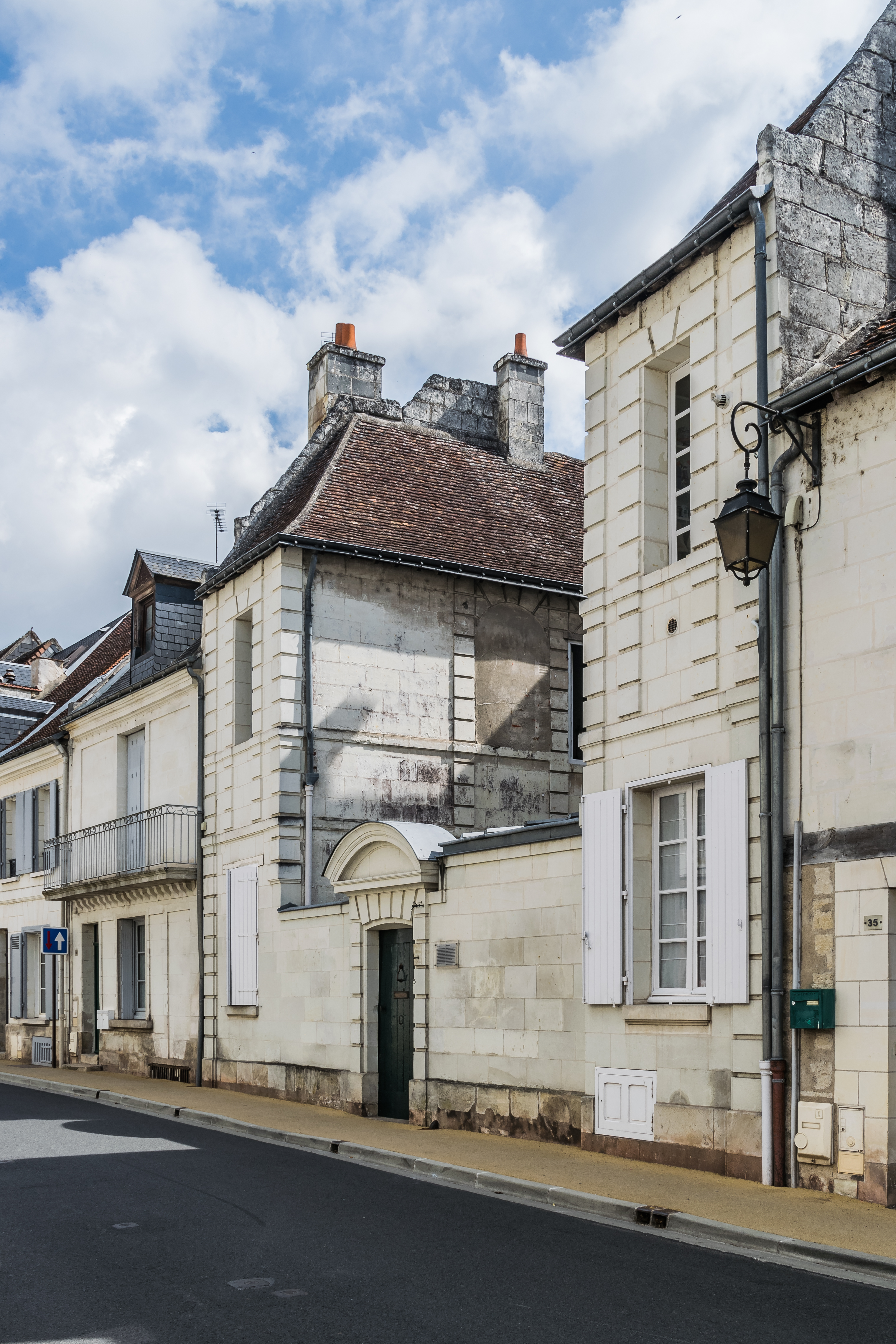
Vue depuis la rue Quintefol.

L'hôtel, construit en tuffeau, est composé de trois corps de bâtiments en U encadrant une cour centrale. Cette cour s'ouvre dans la rue par une porte surmontée d'un fronton courbe.
À l'intérieur de la cour, le même type de fronton décore l'entrée principale de l'hôtel encadrée de pilastres doriques. Plus haut, une lucarne complète cet agencement au niveau du comble. À l'est des bâtiments, un jardin descend jusqu'à l'Indre.
Intérieurement, un escalier à quatre volées et à rampes en pierre dessert les étages.

### Liens
- Ressource relative à l'architecture :   - Mérimée